# دولوريس فيث
دولوريس فيث (بالإنجليزية: Dolores Faith)‏ هي ممثلة أمريكية، ولدت في 15 يوليو 1941 في كليفلاند في الولايات المتحدة، وتوفيت في 15 فبراير 1990 في ميامي في الولايات المتحدة.

## وصلات خارجية
- دولوريس فيث على موقع IMDb (الإنجليزية)
- دولوريس فيث على موقع ألو سيني (الفرنسية)
- دولوريس فيث على موقع أول موفي (الإنجليزية)
- دولوريس فيث على موقع قاعدة بيانات الأفلام السويدية (السويدية)
- دولوريس فيث على موقع قاعدة بيانات الفيلم (الإنجليزية)
- دولوريس فيث على موقع كينوبويسك (الروسية)